# NGC 4984
NGC 4984 (również PGC 45585) – galaktyka spiralna z poprzeczką (SB0-a), znajdująca się w gwiazdozbiorze Panny. Odkrył ją William Herschel 8 lutego 1785 roku.
9 grudnia 2011 roku japoński astronom amator Koichi Itagaki odkrył w niej supernową SN 2011iy.